# Stefan Prvovenčani
Stefan Prvovenčani (serbiska: Стефан Првовенчани; kyrkslaviska: Стѣфань Первовѣнчанный; "Stefan den förstkrönte"), Stefan II Nemanjić (serbiska: Стефан II Немања), av huset Nemanjić, född okänt, död 24 september 1228, efterträdde sin far Stefan Nemanja som storfurste av den serbiska staten Raška, när fadern blev munk. Han blev sedan Serbiens förste kung. Liksom fadern blev Stefan Prvovenčani munk med namnet Simeon, och kanoniserad i Östortodoxa kyrkan efter sin död.
När påve Honorius II krönte honom 1217 till kung över Raška, och patriarken Manuel I krönte honom till ortodox kung över serberna 1219, blev Stefan Serbiens förste kung. Serbien blev samtidigt ett östortodoxt land, då den senare kröningen innebar att Romersk-katolska kyrkan drog sig tillbaka från territoriet. 
Stefan Prvovenčani var bror till Sankt Sava som grundade Serbisk-ortodoxa kyrkan, och till sin konkurrent Vukan Nemanjić. Han var gift med den bysantinska prinsessan Eudocia Angelina, och sedan med Ana Dandolo, barnbarn till en doge i Venedig.